# Võ Trọng Bình
Võ Trọng Bình (武仲平, 1808-1898), hay Vũ Trọng Bình, tự Sư Án, là một đại thần thời nhà Nguyễn trong lịch sử Việt Nam. Ông làm quan trải chín đời vua, nổi tiếng là người có tính cương trực, thanh liêm và biết quý trọng dân .

## Tiểu sử
Võ Trọng Bình là một trọng thần, nhưng sử sách biên chép thân thế và sự nghiệp của ông không nhiều. Tra các nguồn, chỉ biết sơ lược về ông như sau:
Ông sinh tại làng Mỹ Lộc, xã An Thủy, huyện Lệ Thủy , tỉnh Quảng Bình, đỗ cử nhân  năm Minh Mạng (1834), và bắt đầu làm quan kể từ đấy.
Ông giỏi thơ văn và việc chính trị, nên thăng dần lên chức phủ doãn Thừa Thiên, rồi tổng đốc Hà Ninh (Hà Nội - Ninh Bình) kiêm chức Tuyên Thái Lạng quân thứ khâm sai đại thần, để hội với quan đề đốc tỉnh Quảng Tây là Phùng Tử Tài đi đánh Ngô Côn.
Năm Bính Dần (1866), ông được cử làm Hiệp biện Đại học sĩ.
Năm Ất Sửu (1865), cuộc nổi dậy do Tạ Văn Phụng cầm đầu ở Quảng Yên bị quân nhà Nguyễn đánh dẹp gần xong, thì ở mạn Cao Bằng đã có giặc Khách đánh lấy tỉnh thành. Quan kinh lược Võ Trọng Bình và quan tuần phủ Phạm Chi Hương đem binh lên Lạng Sơn rồi chia quân đi đánh các nơi, từ tháng 9 năm Ất Sửu (1865) cho đến tháng 3 năm Bính Dần (1866), thì tướng giặc là Trương Cận Bang mới xin về hàng, và mới thu phục lại được thành Cao Bằng. Nguyễn Tri Phương và Võ Trọng Bình về Kinh coi việc triều chính.
Năm Giáp Tuất (1874), ông được cử làm Tổng đốc Sơn Hưng Tuyên (Sơn Tây - Hưng Hóa - Tuyên Quang), sau đó là Tổng đốc Định An.
Năm Quý Mùi (1883), khi đó ông đã 75 tuổi và đang giữ chức tổng đốc Nam Định. Vào ngày 27 tháng 3 năm ấy, đại tá hải quân Pháp là Henri Rivière dẫn quân tấn công thành trì do ông trấn giữ. Dù quân Việt kháng cự kịch liệt, viên trung tá Pháp tên Carreau bị tử thương, nhưng đến trưa thì thành vẫn bị chọc thủng và mất vào tay đối phương. 
Sau trận thua này, Hoàng Tá Viêm bị giáng chức, còn ông và các quan lại có trách nhiệm khác đều bị bãi.
Sau, ông được khởi phục làm Thượng thư Bộ Hộ, sung Cơ mật viện đại thần; do đó chuyển sang Thượng thư ở Bộ Hình, điền khuyến ở Bộ Lễ. Nhưng thực dân Pháp không đồng ý vì Võ Trọng Bình đã đánh Pháp ở Nam Định (1883). Nhân đó, Võ Trọng Bình dâng sớ xin về hưu .
Năm 1886, khi này ông đã về hưu ở Hòa Luật (Lệ Thủy, Quảng Bình), nhưng khi đề đốc Lê Trực, hưởng ứng dụ Cần Vương, mộ quân kháng Pháp; ông cũng đưa đến 200 quân mà ông chiêu tập được .
Ngoài đảm nhiệm những việc quân vừa kể, theo Từ điển nhân vật lịch sử Việt Nam, thì ông còn từng làm chủ khảo các kỳ thi Hương, thi Hội.
Năm 1898, đời vua Thành Thái, ông mất tại quê nhà (Quảng Bình), thọ 90 tuổi.
Con rể của ông là Huỳnh Côn (Hoàng Côn), người Quảng Bình, vợ cả là bà Võ Thị Nhiêu (con gái cụ Võ Trọng Bình). Ông Huỳnh Côn đỗ Phó bảng, làm tới Thượng thư Bộ Lễ, khi mất được truy tặng "Thái tử Thiếu bảo Hiệp tá Đại học sĩ". Theo Hồi ký của ông Huỳnh Côn, ông Võ Trọng Bình và ông thân sinh của ông Huỳnh Côn là bạn học.

## Giai thoại
Sách Đại Nam chính biên liệt truyện (Nhị tập, quyển 31) có chép hai lời tâu của ông:
- Lần thứ nhất, vào năm 1866:

Lúc bấy giờ, đất nước Việt hết sức rối ren. Ở phía Nam, thực dân Pháp đã lấy hết ba tỉnh miền Đông và đang muốn tiến chiếm ba tỉnh miền Tây còn lại. Ở miền Bắc, thì bọn phỉ người Trung Quốc thường xuyên sang cướp phá... Bởi vậy, sức người, sức của phải huy động ngày một nhiều. 
Trước tình cảnh này, Võ Trọng Bình với chức vị hiệp biện đại học sĩ, đã tâu lên vua Tự Đức rằng:
| “ | Thành trì là chỗ hiểm hữu hình, còn lòng người là chỗ hiểm vô hình. Dân đã mệt mỏi từ lâu rồi, không thể chịu thêm lực địch và phí tổn được nữa. | ” |

Vua Tự Đức nghe qua lời tâu ấy của ông, thay vì lo xây đắp thành trì thì lo củng cố lòng dân cùng giảm bớt lực dịch cho dân...
- Lần thứ hai, vào năm 1880:

Lúc ấy, quan quân Bắc Kỳ vừa phải đương đầu với bọn phỉ Trung Quốc, vừa phải đối phó với thực dân Pháp nữa. Trước tình hình vô cùng căng thẳng, vua Tự Đức cho triệu ông vào hỏi việc biên cương phía Bắc, nhân đó hỏi rằng: Khanh trị dân như thế nào mà được dân tin yêu?
Võ Trọng Bình thưa:
| “ | Thần không dung túng cho quan lại dưới quyền, nghiêm bắt bọn trộm cướp và sức cho phủ huyện rằng, hết thảy các việc kiện tụng không được để lâu. Thuế của dân hàng năm thì tự mình phải biết châm chước chiếu cố, mệnh lệnh phải rõ ràng. | ” |

Dẫn lại hai lần đối đáp này, GS. Nguyễn Khắc Thuần có lời bàn, trích:
Lần thứ nhất, ông (Võ Trọng Bình) coi lòng dân là chỗ hiểm, người cầm quân mà không bám được vào chỗ hiểm này thì không thể thắng đối phương. Cho nên, lo đắp thành cao, lo đào hào sâu mà không lo bồi bổ sức dân, cũng có nghĩa là tự mình chuốc lấy thất bại vậy...
Lần thứ hai, hỏi về phép trị dân, tất cả đã có đủ trong sách vở, khác nhau chăng chỉ là ở cái tâm của người làm quan khi vận dụng sách vở mà thôi....

## Sách tham khảo chính
- Nguyễn Q. Thắng & Nguyễn Bá Thế, Từ điển nhân vật lịch sử Việt Nam. Nhà xuất bản Khoa hoc Xã hội, 1992, tr. 970-971.
- Nguyễn Khắc Thuần, Việt sử giai thoại (tập 8). Nhà xuất bản Giáo dục, 1998, tr. 116-118.